# Perfect Symmetry
Pour l’article homonyme, voir Perfect Symmetry (chanson).
Albums de Keane
Under the Iron Sea
(2006) Night Train
(2010)
Perfect Symmetry est le troisième album de Keane, sorti le 13 octobre 2008 au Royaume-Uni et le 17 novembre 2008 en France. Le titre est tiré de la chanson du même nom, Perfect Symmetry. Cet album a notamment été enregistré à Paris, en France, et à Berlin, en Allemagne.

## Titres
L'ensemble des titres ont été écrits par les membres du groupe Tim Rice-Oxley, Tom Chaplin et Richard Hughes, à l'exception de Spiralling écrit par Keane et Jesse Quin.
| No  | Titre                          | Durée |
| --- | ------------------------------ | ----- |
| 1.  | Spiralling                     | 4:19  |
| 2.  | The Lovers Are Losing          | 5:04  |
| 3.  | Better Than This               | 4:03  |
| 4.  | You Haven't Told Me Anything   | 3:47  |
| 5.  | Perfect Symmetry               | 5:12  |
| 6.  | You Dont See Me                | 4:03  |
| 7.  | Again & Again                  | 3:50  |
| 8.  | Playing Along                  | 5:35  |
| 9.  | Pretend That You're Alone      | 3:47  |
| 10. | Black Burning Heart            | 5:23  |
| 11. | Love Is The End                | 5:38  |
| 12. | Time To Go (Bonus Précommande) | 3:51  |
| 13. | My Shadow (Bonus Précommande)  | 4:50  |

### Singles
- Spiralling
- Lovers Are Losing
- Perfect Symmetry
- Better Than This